# Malthodes doriae
Malthodes doriae là một loài bọ cánh cứng trong họ Cantharidae. Loài này được Fairmaire miêu tả khoa học năm 1875.